# لئونید پوزن

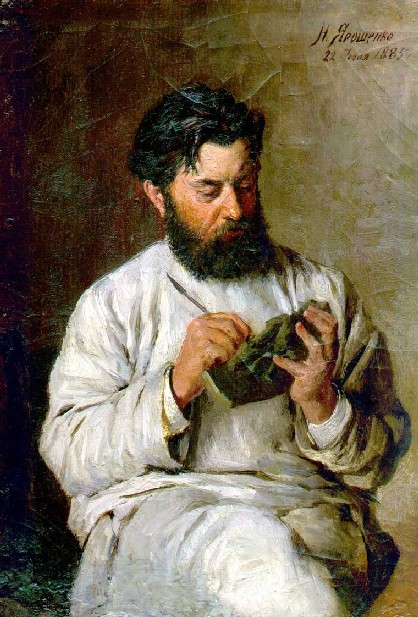
چهره‌نگاری پوزن، اثر نیکلای یاروشنکو (۱۸۸۵).

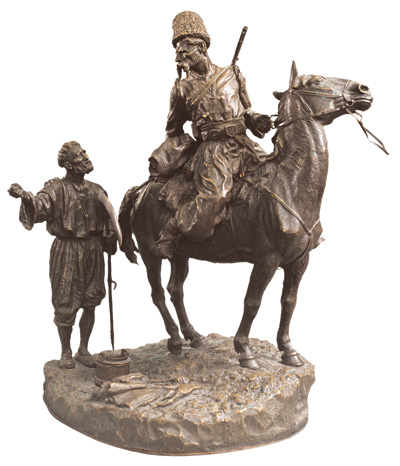
قزاق زاپوروژی.

لئونید ولادیمیروویچ پوزن (به انگلیسی: Leonid Pozen) (۱۹۲۱–۱۸۴۹) یک مجسمه‌ساز و سیاستمدار روس-اوکراینی بود. بیشتر آثار وی با استفاده از موم ساخته شده و سپس در کارخانه کا. ورفل (K. Werfel) در سن پترزبورگ به شکل مفرغ برنز ریخته شده‌است. کارهای اولیه او نشان از گرایش او به پیکرتراشی حیوانات دارد. واقع‌گرایی او پوزن را در کنار نقاشانی چون واسیلی پروف، گریگوری میاسویدوف و ایوان کرامسکوی قرار می‌دهد.